# Rajćur
Rajćur (hindi रायचूर, trl. Rāycūr) – miasto w środkowo-południowych Indiach, we wschodniej części stanu Karnataka, w dystrykcie Rajćur, około 360 km na północ od stolicy stanu – Bengaluru. Jest siedzibą administracyjną dystryktu.
W 2011 miasto zamieszkiwało 234 073 osoby. Mężczyźni stanowili 50,3% populacji, kobiety 49,7%. Umiejętność pisania posiadało 77,65% mieszkańców w przedziale wiekowym od siedmiu lat wzwyż, przy czym odsetek ten był wyższy u mężczyzn – 85,15%. Wśród kobiet wynosił 70,13%. Dzieci do lat sześciu stanowiły 12,5% ogółu mieszkańców miasta. W strukturze wyznaniowej zdecydowanie przeważali hinduiści – 67,61%. Islam deklarowało 29,87%; 1,84% liczyła społeczność chrześcijan i 0,94% dźinistów.
W mieście znajduje się jedyne obserwatorium meteorologiczne w dystrykcie. Najzimniejszym miesiącem jest grudzień ze średnią dobową temperaturą maksymalną wynoszącą 29,3 °C i średnią dobową minimalną – 17,7 °C. Najcieplejszym miesiącem jest maj ze średnią dobową temperaturą maksymalną wynoszącą 39,8 °C. Najwyższą temperaturę – 45,6 °C – zanotowano 23 maja 1928, najniższą – 10,0 °C – 1 stycznia 1899 i 13 grudnia 1945.